# Такајоши Јамано
Такајоши Јамано (јап. 山野 孝義; Осака, 5. април 1955) бивши је јапански фудбалер.

## Каријера
Током каријере је играо за Јанмар Дизел и Osaka Gas.

## Репрезентација
За репрезентацију Јапана дебитовао је 1980. године. За тај тим је одиграо 2 утакмице.

## Статистика
| Јапан  | Јапан   | Јапан  |
| Година | Наступи | Голови |
| ------ | ------- | ------ |
| 1980.  | 2       | 0      |
| Укупно | 2       | 0      |